# Billy Mays
William Darrell Mays Jr. (McKees Rocks, Pensilvania, Estados Unidos; 20 de julio de 1958-Tampa, Florida, Estados Unidos; 28 de junio de 2009), más conocido como Billy Mays, fue un vendedor estadounidense y actor en infomerciales conocido especialmente por anunciar OxiClean, Zorbees, Orange Glo, y otros productos de limpieza del hogar. Su distintiva barba y altas ventas lo llevaron a que se convirtiera en un reconocido actor de infomerciales en la televisión en Estados Unidos.

## Muerte
Mays fue encontrado sin pulso por su esposa en Tampa, Florida, en la mañana del 28 de junio de 2009. Fue declarado muerto a las 7:45 a. m., después de haber fallecido en la medianoche. La Associated Press reportó que no había indicios de que alguien hubiera irrumpido en la casa y que la policía no sospechó que se tratase de un crimen.
El 27 de junio, Mays había estado a bordo del vuelo 1241 de US Airways, que aterrizó abruptamente cuando sus ruedas delanteras explotaron. La violencia del aterrizaje causó que cayeran algunos bultos del techo y golpearan a los pasajeros. Mays dijo a Bay News 9, una estación de noticias de 24 horas en Tampa, que alguno de los objetos lo golpearon en la cabeza. Su esposa dijo que Billy no se sentía bien cuando se fue a acostar esa noche a las 10 p. m. La siguiente mañana fue declarado muerto a las 7:45 a. m. por el cuerpo de bomberos local. Según su página Twitter, Mays tenía programada una cirugía el 29 de junio. La autopsia reveló que la causa de muerte fue alta presión sanguínea, debido al uso constante y excesivo de cocaína